# Anisometropia

Foco Ocular

Anisometropia é a condição em que o erro refrativo é diferente entre os olhos.
Quanto maior a diferença existente, maior a possibilidade de causar transtornos na visão binocular.

## Tipos de anisometropias
- Antimetropia - quando um olho é míope (miopia) e o outro hipermétrope (hipermetropia)
- Hipermetrópicas - quando os dois olhos são hipermétropes (hipermetropia)
- Miópicas - Quando os dois olhos são míopes (miopia)

Dividindo-se as anisometropias em axiais e refrativas, ambas geram diferenças nos tamanhos das imagens retinianas porque os tamanhos das imagens dependem das distâncias, quanto maiores as distâncias, maiores as imagens.
Além das diferenças de tamanho também ocorrem diferenças de nitidez entre os olhos. Quando há uma correção com óculos ou lentes de contato a diferença de nitidez desaparece, mas a disparidade de tamanho se mantém. Essa disparidade de tamanho, entre imagens retinianas nítidas, recebe o nome de aniseiconia. 

Para fundir imagens de tamanhos distintos há uma sobrecarga no cérebro criado por um esforço fusional, gerando sintomas indesejáveis (astenopia) como cefaleia, fotofobia, prurido, queimação, ardência etc.
Em crianças, quando não corrigida a tempo, a anisometropia pode levar à ambliopia no olho que tem um maior erro de refração.

## Causas
Apesar de não totalmente esclarecido, o desenvolvimento da anisometropia freqüentemente apresenta um componente genético. Alterações anatômicas ou funcionais dos olhos ou anexos que afetem a binocularidade como, por exemplo, estrabismo, hemangioma ou ptose congênita, podem estar associadas a anisometropia.

## Sintomas
Os sintomas variam de acordo com o tipo de anisometropia. 
- - Caso ambos os olhos forem míopes, ocorre diminuição da acuidade visual.
  - Se só um olho for míope e o outro normal, geralmente o paciente não percebe a baixa de visão pois o olho bom compensa,
  - Se os dois olhos forem hipermétropes ou só um e o outro normal, os sintomas são dor de cabeça, cansaço à leitura e embaçamento visual
  - Em crianças com o problema normalmente não se apresentam queixas, principalmente se um dos olhos tiver boa acuidade visual.

Tais casos podem ser detectados somente através de triagem visual e exame optométrico ou oftalmológico.

## Tratamento
A prescrição ótica através de óculos ou lente de contato é a forma de tratamento mais apropriada para a correção das anisometropias. Assim, o objetivo é possibilitar a formação de imagens claras na retina de ambos os olhos. No entanto, ainda não existem regras rígidas para o tratamento optométrico ou oftalmológico das anisometropias. Cabe ao optometrista ou médico um exame minucioso e individualizado, bem como detectar a presença de outras possíveis alterações oculares que poderiam comprometer a visão binocular antes de se tomar uma decisão. Existe hoje a possibilidade, em alguns casos, de cirurgia refrativa.